# Matidia viridissima
Matidia viridissima là một loài nhện trong họ Clubionidae.
Loài này thuộc chi Matidia. Matidia viridissima được Embrik Strand miêu tả năm 1911.